# Linha Uralhskaia (metro de Ecaterimburgo)
A linha Uralhskaia (em russo:  Уральская), por vezes referida como Linha Verde (em russo:  Зелёная линия), atualmente é uma única linha de metro de Ecaterimburgo, na Rússia.
Foi inaugurada em 26 de abril de 1991 (33 anos) e circula entre as estações de Prospekt Kosmonavtov e Gueologuitcheskaia. Tem ao todo 7 estações.